# Forgotten Sunrise
Forgotten Sunrise es una banda de estonia de rock industrial formada en 1992 en la ciudad de Tallin.

## Historia

### 1992 - 1994
Forgotten Sunrise nació en el verano de 1992 como resultado de un interés común de Anders Melts y Jal Talts hacer un sonido equivalente al death metal en Estonia. 
Dos amigos con experiencias anteriores, Margus Gustavson y Tarvo Valm, se unieron al grupo después de seis meses y las primeras canciones, en 1993, lanzaron el primer EP titulado "Behind the Abysmal Sky", fue grabado. 
Unos meses más tarde el grupo firmó un contrato con un sello finlandés "Rising Realm Records" en la cual también realizaron el primer EP titulado "Forever Sleeping Greystones" El miniálbum fue lanzado a finales de 1994. 
Un momento de una gran cantidad de atención del grupo y conciertos continuaron, hasta las diferencias que hizo que el baterista Margus y el tecladista Tarvo fueran a abandonar al grupo posteriormente.

### 1996 - 1999
Más tarde Renno Süvaoja y Kiik Tiiu se unieron al grupo, las computadoras en aquel entonces formaron parte del proceso de elaboración de la música del grupo. Mientras tanto, el estilo de las bandas había progresado y olvidado en 1996 Forgotten Sunrise comenzó a hacer algo más nuevo y con propuesta musical. 
Un período de estudios y experimentación seguido fue una vez más preparado para los escenarios del grupo. En 1997 hicieron sonidos nuevos en el grupo, Aunque ahora el death metal se mezcló con el trip-hop, techno, folk y drum and bass fusionándolo con el shoegaze y el indie pop y el sonido de la atmósfera sombría. Aunque el grupo lo nombró con el estilo propio del grupo llamado deathbeat.
Posteriormente lanzaron su segundo EP titulado por el mismo nombre del grupo en 1999 y el tercer EP "a.Nimal f.Lesh" en el año 2000.

### 2003 - 2009
Forgotten Sunrise firmó un contrato de dos álbumes con el sello italiano "My Kingdom Music". En la cual lanzaron su primer álbum de estudio titulado "Rumipudus" que fue lanzado en enero de 2004 y el sencillo "Ple:se Disco-Nnect Me" tuvo grandes críticas y posteriormente el álbum fue seguido por comentarios positivos. 
En 2005 la canción "Never(k)now" se le dio como un sencillo promocional.
El segundo álbum "Willand" fue grabado en el otoño de 2005 y fue lanzado en la primavera de 2007. 
En 2006 Gerty Villo se unió a la banda con los teclados y como vocal de apoyo. Más tarde, en 2007 se unió Pavel Torpan con la guitarra para grabar el sencillo "Different Knots of Ropelove" con 12 sencillos de mezcla (incluyendo remixes de Alec Empire, Pehr Herb, Darkmen, etc.) 
De larga duración el sencillo "The Moments When God Was Wrong"", fue lanzado y el primer EP "Behind the Abysmal Sky" y el segundo EP "Forever Sleeping Greystones" con 7 sencillos extras en vivo fueron reeditados en CD en el 2009.

### 2010 - actualmente
Ragnar Kivi se unió parcialmente a la banda con la batería electrónica. Forgotten Sunrise trabajo en el nuevo álbum de estudio que salió en el 2013 titulado "Cretinism", así mismo saliéndose varios integrantes del grupo y solamente quedando Anders Melts y Kadri Sammen en el grupo.

## Influencias
Las influencias del grupo varían, debido a que también son oyentes de música alternativa y seguidores de culto van de artistas de rock como: Dead Can Dance, Clock DVA, G.G.F.H., The Future Sound of London, Amon Tobin, Orbital, Biosphere, Leæther Strip, Depeche Mode, Lee Hazlewood, Ordo Rosarius Equilibrio, entre otros.
Y los grupos de metal como: Autopsy, Bathory, Death, Celtic Frost, Darkthrone, Katatonia, entre otros.
El grupo tiene una fuerte aspiración e inspiración, al actor y director americano: David Lynch.

## Integrantes

### Formación actual
- Anders Melts - vocales, bajo, percusiones, programación
- Kadri Sammel - teclados, vocal de apoyo, bajo, programación, efectos de sonido

### Exintegrantes
- Andrey Voinov - bajo
- Ott Evestus - batería
- Margus "George" Aro - teclados
- Ginger-Lizzy - instrumentos electrónicos
- Jan Talts - bajo
- Keijo Koppel - guitarra
- Margus "Kusti" Gustavson - guitarra
- Meelis Looveer - programación
- Renno Süvaoja - guitarra
- Riivo Torstenberg - bajo
- Tarvo Valm - batería
- Tiiu Kiik - teclados y vocal de apoyo
- Gerty Villo - teclado y vocal de apoyo
- Pavel Torpan- guitarra
- Ragnar Kivi - batería

## Discografía

### Álbumes de estudio
- 2004: "Rumipudus" (Ru : mipu : dus)
- 2007: "Willand"
- 2013: "Cretinism"

### EPs
- 1993: "Behind the Abysmal Sky"
- 1994: "Forever Sleeping Greystones"
- 1998: "Forgotten Sunrise"
- 2001: "a.Nimal f.Lesh - Looma Liha"
- 2005: "Never(k)now"

### Sencillos
- 2003: Ple:se Disco-Nnect Me
- 2005: Never(k)now
- 2007: Different Knots of Ropelove